# Scarturus elater
Тушкан малий п'ятипалий (Scarturus elater, syn. Allactaga elater) — вид гризунів підродини Тушканові (Allactaginae).

## Опис
Малого розміру (з масою 44–73 грамів) з довгим хвостом, великими очима й великими задніми кінцівками. Спина від темно до смугляво-сірого кольору. Боки світлі, смугляво-жовті. Шия, груди, живіт сніжно-білі. Є довгі вібриси. Ноги мають п'ять пальців.

## Поширення
Країни поширення: Афганістан, Вірменія, Азербайджан, Китай, Грузія, Іран, Казахстан, Киргизстан, Монголія, Пакистан, Російська Федерація, Таджикистан, Туреччина, Туркменістан, Узбекистан. Населяє пустелі й напівпустельні області. Уникає відкритих просторів і густої рослинності. Цей вид зустрічається в деяких деградованих місцях проживання і по краях сільськогосподарських районів.

## Звички
Рухаються зі швидкістю до 48 км/год. Харчується різними травами, насінням і комахами. Самітницький, активними під час сутінок і вночі. Живе в норах довжиною до 2 м і глибиною до 70 см. На більшій частині свого ареалу він у зимовій сплячці близько чотирьох місяців (з середини листопада до середини березня), але в Закавказзі не впадає у сплячку. Репродуктивний період починається після зимової сплячки (в Закавказзі в лютому). Є два репродуктивних піки у квітні і в серпні-вересні. Має 2–3 приплоди на рік з 2–6 дитинчатами у виводку.

## Загрози та охорона
Немає серйозних загроз. Цей вид зустрічається в багатьох природоохоронних територіях.

## Ресурси Інтернету
- Shenbrot, G., Tsytsulina, K., Batsaikhan, N., Avirmed, D., Tinnin, D., Sukhchuluun, G. & Lkhagvasuren, D. 2008. Allactaga elater [Архівовано 28 жовтня 2016 у Wayback Machine.]
- Andrew T. Smith, Yan Xie, Robert S. Hoffmann, Darrin Lunde, John MacKinnon, Don E. Wilson, W. Chris Wozencraft A Guide to the Mammals of China, Princeton University Press, 2010 Google книги [Архівовано 15 грудня 2013 у Wayback Machine.]

| Панда | Це незавершена стаття з теріології. Ви можете допомогти проєкту, виправивши або дописавши її. |